# Schutzfristenvergleich
Als Schutzfristenvergleich bezeichnet man im Urheberrecht eine Regelung, wonach ein ausländisches Werk im Inland höchstens solange Schutz genießt wie in seinem Ursprungsland. Der Schutzfristenvergleich ergänzt den in internationalen Verträgen häufig vorgeschriebenen Grundsatz der Inländerbehandlung, gemäß dem in jedem Vertragsstaat Werke aus einem anderen Vertragsstaat urheberrechtlich so geschützt werden als wären es inländische Werke. Mit dem Schutzfristenvergleich wird im Allgemeinen bezweckt, einen Anreiz für das Ausland zu setzen, die eigenen Werke möglichst lange zu schützen.
Die wichtigsten internationalen Abkommen schreiben den Vertragsstaaten die Inländerbehandlung vor und lassen zugleich einen Schutzfristenvergleich zu. Die Mitgliedsstaaten der Europäischen Union müssen den Schutzfristenvergleich im Verhältnis zu Nicht-EU-Ländern zwingend durchführen, während ihnen der Schutzfristenvergleich im Verhältnis zu Angehörigen anderer EU-Staaten verboten ist. Die Schweiz verzichtet demgegenüber generell auf einen Schutzfristenvergleich.

## Konventionsrecht

### Berner Übereinkunft
Die Berner Übereinkunft sieht seit ihrer Urfassung aus dem Jahr 1886 den Grundsatz der Inländerbehandlung in Verbindung mit einem Schutzfristenvergleich vor. Der Schutzfristenvergleich wurde damit schon zu einer Zeit eingefügt, als die Konvention noch gar keine Mindestschutzfristen enthielt. In der jüngsten, Pariser Revision von 1971 (im Folgenden: RBÜ) ist der Vergleich in Art. 7 Abs. 8 festgehalten und wie folgt formuliert:

„In allen Fällen richtet sich die Dauer nach dem Gesetz des Landes, in dem der Schutz beansprucht wird; jedoch überschreitet sie, sofern die Rechtsvorschriften dieses Landes nichts anderes bestimmen, nicht die im Ursprungsland des Werkes festgesetzte Dauer.“

Die Bestimmung sieht mithin vor, dass der Schutzfristenvergleich grundsätzlich durchzuführen ist, die Mitgliedsstaaten aber in ihren nationalen Gesetzen etwas anders bestimmen können. Fraglich ist, wie explizit ein Ausschluss des Schutzfristenvergleichs im nationalen Recht aussehen muss. In jenen Ländern, die die RBÜ als nicht self-executing ansehen, genügt es nach verbreiteter Ansicht, auf eine nationale Umsetzung des Schutzfristenvergleichs schlicht zu verzichten.
Die Regelung zum Schutzfristenvergleich in der RBÜ verstößt nicht gegen die Meistbegünstigungsgebot des TRIPS-Abkommens, weil sie der Ausnahmebestimmung des Art. 4 S. 2 lit. b TRIPS unterfällt.

### Welturheberrechtsabkommen
Das Welturheberrechtsabkommens (WUA) erklärte einen Schutzfristenvergleich bereits in seiner Urfassung von 1952 für zulässig. Nach Art. IV Abs. 4 lit. a WUA – sowohl in der Ur- als auch in der in Paris revidierten Fassung vom 24. Juli 1971 – ist „kein vertragschließender Staat […] verpflichtet, einem Werk einen längeren Schutz zu gewähren als den, der für Werke der betreffenden Art in dem vertragschließenden Staat festgesetzt ist, in dem das Werk zuerst veröffentlicht wurde“.
Anders als die RBÜ stellt der Schutzfristenvergleich des WUA auf einen Vergleich der inländischen Schutzdauer des Werkes mit der Schutzdauer von „Werke[n] der betreffenden Art“ im Ursprungsland ab. Dies führt nach Ansicht der Literatur etwa dazu, dass auch bei Werken, die im Ursprungsland aufgrund nicht eingehalter Förmlichkeiten nie Schutz erlangt und ihren Schutz verloren haben, für Zwecke des Schutzfristenvergleichs von der dort „üblichen“ Schutzdauer auszugehen ist. Teilweise wird vermutet, dass ein Grund für die Formulierung auch in der Überlegung lag, damit die Rechtspraxis zu entlasten, weil auf die aufwendige Einzelfallprüfung der Schutzdauer im Ursprungsland verzichtet werden könne.

### Sonstige Abkommen
Beispiele für andere Konventionen, die den Schutzfristenvergleich vorsehen, sind das Buenos-Aires-Abkommen betreffend den Schutz des literarischen und künstlerischen Eigentums vom 11. August 1910 (Art. 6) und die interamerikanische Konvention über Urheberrechte an literarischen, wissenschaftlichen und künstlerischen Werken vom 22. Juni 1946 (Art. VIII).

## Europäische Union
Artikel 7 Abs. 1 der Schutzdauer-Richtlinie (Schutzdauer-RL) sieht vor, dass die Mitgliedsstaaten für bestimmte Werke den Schutzfristenvergleich anwenden:

„Für Werke, deren Ursprungsland im Sinne der Berner Übereinkunft ein Drittland und deren Urheber nicht Staatsangehöriger eines Mitgliedstaats der Gemeinschaft ist, endet der in den Mitgliedstaaten gewährte Schutz spätestens mit dem Tag, an dem der Schutz im Ursprungsland des Werkes endet, ohne jedoch die Frist nach Artikel 1 zu überschreiten.“

Die Regelung ist für die Mitgliedsstaaten verpflichtend. Insoweit geht das europäische Recht über die Berner Übereinkunft und das Welturheberrechtsabkommen hinaus, die den Schutzfristenvergleich nicht zwingend vorschreiben. Der Schutzfristenvergleich soll einen Anreiz für Nicht-EU-Staaten schaffen, ihre nationalen Schutzdauern auf das Niveau der EU-Fristen anzuheben. Anwendungsbereich des Schutzfristenvergleichs sind nach Art. 7 Abs. 1 und Erwägungsgrund 21 der Schutzdauer-RL Werke, deren Ursprungsland im Sinne der Berner Übereinkunft ein Drittland ist und deren Urheber kein Gemeinschaftsangehöriger ist. Welches Land Ursprungsland ist, richtet sich somit nach Art. 5 Abs. 4 der RBÜ. Zwischen Mitgliedsstaaten der Europäischen Union darf schon wegen des Grundsatzes der Nichtdiskriminierung (Art. 18 AEUV) kein Schutzfristenvergleich erfolgen.
Der Schutzfristenvergleich gilt nach Art. 7 Abs. 2 Schutzdauer-RL neben Werken auch für die verwandten Schutzrechte, sofern der betreffende Mitgliedsstaat sich entschieden hat (bzw. durch Staatsverträge oder Abkommen dazu verpflichtet ist), das jeweilige Schutzrecht auch Angehörigen von Nicht-EU-Staaten zu gewähren. Gemeint sind hier nur die in der Schutzdauer-RL geregelten verwandten Schutzrechte, also diejenigen des ausübenden Künstlers, des Tonträgerherstellers, des Herstellers der erstmaligen Aufzeichnung eines Films sowie des Sendeunternehmens. Der Schutzfristenvergleich findet bei den verwandten Schutzrechten nicht zwischen dem Mitgliedsstaat und dem Ursprungsland des Werkes statt, sondern zwischen dem Mitgliedsstaat und dem Staat, dem der Rechteinhaber angehört.
Der Schutzfristenvergleich steht zurück, wenn ein Mitgliedsstaat vor Inkrafttreten der Schutzdauer-RL am 23. Oktober 1993 völkerrechtliche Verpflichtungen eingegangen ist, die eine längere Schutzdauer vorsehen (Art. 7 Abs. 3 Schutzdauer-RL).

## Deutschland

### Entwicklung

#### Sonderfall: Innerdeutscher Schutzfristenvergleich
Die Ursprünge des Schutzfristenvergleichs in Deutschland reichen zurück in die Gesetzgebung des Norddeutschen Bunds. Das Gesetz betreffend das Urheberrecht an Schriftwerken, Abbildungen, musikalischen Kompositionen und dramatischen Werken vom 11. Juni 1870 bestimmte in § 62 (Hervorhebung ergänzt):

„Diejenigen Werke ausländischer Urheber, welche in einem Orte erschienen sind, der zum ehemaligen Deutschen Bunde, nicht aber zum Norddeutschen Bunde, gehört, genießen den Schutz dieses Gesetzes unter der Voraussetzung, daß das Recht des betreffenden Staates den innerhalb des Norddeutschen Bundes erschienenen Werken einen den einheimischen Werken gleichen Schutz gewährt; jedoch dauert der Schutz nicht länger als in dem betreffenden Staate selbst. Dasselbe gilt von nicht veröffentlichten Werken solcher Urheber, welche zwar nicht im Norddeutschen Bunde, wohl aber im ehemaligen Deutschen Bundesgebiete staatsangehörig sind.“

Die Reziprozitätsklausel zielte konkret vor allem auf solche Werke, die in den nicht-norddeutschen Mitgliedsstaaten des aufgelösten Deutschen Bundes erschienen sind, etwa in Baden, Bayern, Hessen-Darmstadt, Württemberg, dem Großherzogtum Luxemburg und den ehemals deutschen Teilen des Kaisertums Österreich. Sie sollten im Norddeutschen Bund den vollen Schutz erhalten (Inländerbehandlung), sofern – was der Fall war – in jenen Staaten eine reziproke Regelung bestand. Der im Norddeutschen Bund zusätzlich vorgeschriebene Schutzfristenvergleich wurde im Gesetzgebungsverfahren mit der geübten Praxis in „allen neueren internationalen Litterar-Verträgen“ begründet. Die Regelung verlor durch den Beitritt der süddeutschen Staaten zum Norddeutschen Bund an Bedeutung, bestand aber fort und regelte weiterhin den Umgang mit – zum Beispiel – österreichischen Werken. Eine entsprechende Bestimmung wurde später auch in das Kunstschutzgesetz von 1876 aufgenommen, das den Kunstwerkschutz regelte (§ 21). Die Sonderbestimmung für Werke aus ehemaligen deutschen Bundesstaaten fiel schließlich mit der Ablösung der genannten Gesetze durch das LUG (1901) und das KUG (1907) in Gänze weg.

#### Internationale Staatsverträge
Auf internationaler Ebene musste nach deutschem Recht im Anwendungsbereich der RBÜ durchgängig ein Schutzfristenvergleich erfolgen, da die Bundesrepublik von der dort eröffneten Möglichkeit einer abweichenden nationalen Regelung keinen Gebrauch machte. Auch im Anwendungsbereich des Welturheberrechtsabkommens war schon früh ein Schutzfristenvergleich durchzuführen; strittig ist lediglich, ob dies bereits mit Inkrafttreten des WUA (16. September 1955) der Fall war oder erst seit der am 1. Januar 1966 in Kraft getretenen „Klarstellung“ in § 140 des Urheberrechtsgesetzes (UrhG). Der Umstand, dass Deutschland bereits nach WUA und RBÜ den Schutzfristenvergleich für Werke vorzunehmen hatte, führte dann 1995 dazu, dass bei der Umsetzung der Schutzdauer-Richtlinie in nationales Recht keine Notwendigkeit gesehen wurde, den dort vorgesehenen Schutzfristenvergleich noch einmal explizit in das deutsche Urheberrechtsgesetz aufzunehmen. Neu war der Schutzfristenvergleich aus deutscher Sicht allerdings im Recht des ausübenden Künstlers (siehe daher nun § 125 Abs. 7 UrhG).

### Heutige Rechtslage
In Einklang mit den Verpflichtungen aus dem EU-Recht (siehe oben) ist in Deutschland heute grundsätzlich der Schutzfristenvergleich vorzunehmen, jedoch nicht im Verhältnis zu den Angehörigen anderer EU-Mitgliedsstaaten.
Im Verhältnis zu den USA ist Deutschland noch heute bilateral an das Urheberrechtsübereinkommen zwischen dem Deutschen Reich und den USA von 1892 gebunden. Dieses sieht eine vollständige Inländerbehandlung von US-Bürgern in Deutschland ohne Schutzfristenvergleich vor. Da später sowohl Deutschland als auch die USA unter anderem dem WUA und der RBÜ beigetreten sind, wirft diese Konstellation komplexe Auslegungsfragen hinsichtlich des Schutzfristenniveaus auf. Denn einerseits statuiert Art. XIX S. 2 WUA den Vorrang des WUA vor abweichenden zwischenstaatlichen Regelungen, andererseits sieht Art. XIX S. 3 WUA einen Bestandsschutz für sämtliche Rechte an einem Werk vor, die vor Inkrafttreten des WUA aufgrund bestehender Verträge erworben wurden.
Beispiel: Der Bundesgerichtshof entschied deshalb im Fall eines erstmals 1912 in den USA veröffentlichten Werkes eines Amerikaners, dass dieses in Deutschland zunächst ohne Durchführung des Schutzfristenvergleichs Schutz genoss und auch von der Schutzdauerverlängerung im Jahr 1934 auf 50 Jahre nach dem Tod des Urhebers – im Streitfall konkret: bis zum 31.12.2000 – profitierte. Wegen des Bestandsschutzprinzips durfte dieser Schutz nach Inkrafttreten des WUA im Jahr 1955 auch nicht wieder verkürzt werden. Die nächste Schutzdauerverlängerung im Jahr 1965 (auf 70 Jahre) kam dem Werk jedoch nicht mehr zugute. Denn nun war wegen des zwischenzeitlichen Inkrafttretens des WUA der Schutzfristenvergleich vorzunehmen; und dieser führte zu dem Ergebnis, dass das Werk in den USA nur bis zum 31.12.1987 geschützt war. Daher lief der Schutz in Deutschland am 31.12.2000 ab.

## Schweiz
In der urheberrechtlichen Literatur ist man sich weitgehend einig, dass in der Schweiz generell kein Schutzfristenvergleich vorzunehmen ist, weder im Bereich des Werkschutzes noch im Bereich der verwandten Schutzrechte. Dies wird allgemein mit dem Willen des Gesetzgebers des Urheberrechtsgesetzes (URG) begründet. Dieser wollte ausdrücklich nicht der an den Einschränkungen des Vorgängergesetzes (Art. 6 URG [1922]) hinsichtlich des Schutzes von Werken ausländischer Urheber festhalten. Vielmehr sei beabsichtigt gewesen, Urheberrechtsschutz „unabhängig von der Nationalität des Urhebers oder des Ursprungslandes des Werkes zu gewähren“. Egloff sieht in der Ablehnung des Schutzfristenvergleichs überdies ein „Postulat der Gerechtigkeit“ erfüllt, denn es sei unbillig, Urheber und Rechteinhaber, „welche schon in ihrem Herkunftsstaat keinen Rechtsschutz erhalten, mit dem Entzug des Rechtsschutzes auch im Ausland nochmals zu bestrafen“.

## Vereinigte Staaten
Die USA nehmen keinen Schutzfristenvergleich vor, sondern behandeln ausländische Werke hinsichtlich der Schutzdauer grundsätzlich nicht anders als inländische. Im Zuge des Uruguay Round Agreements Act (1994) wurde jedoch erstmals auch ein Aspekt des Schutzfristenvergleichs in das amerikanische Urheberrecht aufgenommen: Danach lebt der Schutz von Werken aus anderen Mitgliedsstaaten der Berner Union, deren Urheberrechtsschutz in den USA aufgrund nicht eingehaltener Förmlichkeiten erloschen ist, wieder auf – dies jedoch nur, wenn sie an einem bestimmten Stichtag auch noch in ihrem Ursprungsland geschützt waren.